# هیئت‌آباد (کامیاران)
روستای هیئت‌آباد(سید اسماعیل سابق)کامیاران ، روستایی از توابع بخش مرکزی شهرستان کامیاران در استان کردستان ایران است.

## جمعیت
این روستا در دهستان شاهو قرار دارد و براساس سرشماری مرکز آمار ایران در سال ۱۳۸۵، جمعیت آن ۶۲ نفر (۱۵خانوار) بوده‌است.
در سال۱۳۹۸بالغ بر ۶۰ خانوار و ۱۹۵نفر جمعیت